# Borut Pahor
Borut Pahor (sinh ngày 2 tháng 11 năm 1963) là một chính trị gia Slovenia, là Thủ tướng Slovenia giai đoạn 2008-2012. Ông được bầu làm Tổng thống của Slovenia vào tháng 12 năm 2012.
Borut Pahor là một chủ tịch lâu năm của Đảng Dân chủ Xã hội, ông là dân biểu Quốc hội một vài nhiệm kỳ và đã đảm nhiệm chức vụ Chủ tịch Quốc hội Slovenia từ 2000 đến 2004. Năm 2004, Pahor đã được bầu làm thành viên của Nghị viện châu Âu. Sau chiến thắng của đảng Dân chủ Xã hội trong cuộc bầu cử quốc hội năm 2008, Pahor được bổ nhiệm làm Thủ tướng Chính phủ.
Trong tháng 9 năm 2011, của chính phủ Pahor đã bị thất bại trong một cuộc bỏ phiếu tín nhiệm trong bối cảnh một cuộc khủng hoảng kinh tế và căng thẳng chính trị. Ông tiếp tục làm Thủ tướng Chính phủ tạm thời cho đến khi Janez Janša lên thay thế vào tháng 2 năm 2012. Trong tháng 6 năm 2012, ông tuyên bố ông sẽ chạy đua tranh cử chức vụ mang tính lễ nghi, Tổng thống Slovenia. Ông thắng cử và đánh bại Tổng thống Danilo Türk trong một vòng bỏ phiếu thứ hai của, tổ chức vào ngày 02 tháng 12 năm 2012, ông đã nhận được khoảng hai phần ba số phiếu bầu.

## Thời trẻ
Pahor sinh ra ở Postojna, Cộng hòa Xã hội chủ nghĩa Slovenia (thuộc Nam Tư cũ) và đã trải qua thời thơ ấu tại thị trấn Nova Gorica trên biên giới với Ý, trước khi chuyển đến thị trấn gần đó Šempeter pri Gorici. Ông đã học tại trường phổ thông trung học Nova Gorica, và vào năm 1983 ông theo học trường Đại học Ljubljana, nơi ông nghiên cứu chính sách công và khoa học chính trị tại Khoa Khoa học Xã hội học chính trị và Báo chí (nay được gọi là Khoa Khoa học Xã hội). Ông tốt nghiệp vào năm 1987 với một luận án về các cuộc đàm phán hòa bình giữa các thành viên của Phong trào không liên kết. Luận văn cử nhân đã được trao giải thưởng Preseren sinh viên, giải thưởng học tập cao nhất dành cho sinh viên trong Slovenia. Theo báo chí Slovenia, Pahor đã làm người mẫu nam để kiếm tiền trang trải cho việc học đại học của mình.